# 21643 Kornev
A 21643 Kornev (ideiglenes jelöléssel 1999 NJ42) a Naprendszer kisbolygóövében található aszteroida. A LINEAR projekt keretében fedezték fel 1999. július 14-én.